# Academia Cațavencu
Academia Cațavencu est un magazine satirique roumain fondé en 1991 et a été rendu célèbre par son journalisme d'investigation. Avant d'être acheté pour former le groupe Realitatea-Cațavencu, le journal possédait également Radio Guerrilla, une radio FM à couverture nationale, Tabu, un magazine féminin, Superbebe, un magazine pour jeunes parents, Aventuri la pescuit, magazine spécialisé dans la pêche, 24-FUN, un magazine gratuit pour adolescents, et Cotidianul, un journal quotidien.
Le rachat du groupe par Sorin Ovidiu Vântu le 29 mai 2006 et son groupe Realitatea Media, propriétaire de Realitatea TV fut vécu comme une controverse. En effet, l'homme d'affaires a souvent été l'objet d'enquêtes des journalistes du Cațavencu.

## Nom
Nae Cațavencu est le nom d'un personnage de Ion Luca Caragiale qui apparaît dans sa pièce O Scrisoare Pierdută (« une lettre perdue »). Présenté comme un politicien démagogue sans scrupule, Cațavencu utilise son journal Răcnetul Carpaților (« l'appel des Carpates ») pour faire chanter des politiciens du parti opposé avec une lettre d'amour compromettante qu'il trouve.

## Historique
Sous sa forme actuelle, Academia Cațavencu a été fondé en 1991 par une équipe d'humoristes, d'investigateurs et de littéraires dirigée par le poète et ancien dissident Mircea Dinescu. Une partie de l'équipe a édité précédemment deux journaux satiriques éphémères Cațavencu Incomod et Cațavencu Internațional
Dinescu en a été le rédacteur en chef jusqu'en 1998, date à laquelle il a démissionné et créé ses propres publications Aspirina săracului (« l'aspirine du pauvre »), et Plai cu boi (« Pays de l'Idiot »), un magazine satirique mensuel parodiant le style de Playboy.

## Activités actuelles
Academia Cațavencu a été l'avocat de la liberté de la presse. Il constitue une forme d'agence de surveillance de presse, un avertisseur contre toute manipulation de la part des médias de masse.
Pendant la campagne électorale de 2004, Academia Cațavencu a publié, en tant que suppléments, deux parodies de Scînteia (ancien journal du Parti communiste roumain), contenant une réimpression d'articles rédigés pendant la période communiste par des politiciens sur le devant de la scène au moment de l'élection. Près de 40 000 exemplaires ont été vendus en kiosque. Les auteurs présumés sont les représentants, à l'époque membres dirigeants du Parti social-démocrate (PSD), dont les cadres (principalement d'anciens communistes, dont le fondateur et l'ancien Président de Roumanie Ion Iliescu), sont les protagonistes des éditions spéciales de Academia Cațavencu.
En dehors des éditions politiques, le journal organise également ou sponsorise un nombre d'initiatives liées à la culture et l'environnement, telles que : 
- Sauvons le Delta du Danube
- Sauvons Vama Veche
- Cu papucii prin deşert ("à travers le désert en pantoufles", une référence au modèle à hayon de marque Dacia) - une expédition humanitaire à travers le Sahara jusqu'au Sénégal.

Le journal développe également ses propres stéréotypes et surnoms pour les politiciens, comme :
- Ion Iliescu, "Bunicuța" (le grand-père) ou "Nelu Cotrocelu" (lié au Palais Cotroceni, l'Élysée roumain)
- Adrian Năstase, "Bombonel" (le "garçon bonbon", en référence à sa prétendue homosexualité)
- Traian Băsescu, "Popeye Marinarul" ("Popeye", en référence à son ancienne profession de capitaine dans la marine de commerce)
- Theodor Stolojan, "Robot", "RoboCop" ou "Frankie" (en référence à sa voix et à sa ressemblance comique avec l'image classique du monstre de Frankenstein)
- Petre Roman, présenté comme étant plus populaire que les travailleuses de l'usine APACA de Bucarest (qui ont hurlé une fois : Nu vrem bani! Nu vrem valută! Vrem pe Roman să ne fută! ("Nous ne voulons pas d'argent ! Nous ne voulons pas de devises ! Nous voulons que Roman nous baise !")
- Gheorghe Dumitraşcu, présenté comme ne se lavant pas régulièrement.
- Nicolae Văcăroiu, « Votcăroiu » (présumé buveur invétéré de « Săniuța », vodka de basse qualité)
- Șerban Mihăilescu, « Miki Şpagă » (« Mick le soudoyeur » à la suite de présomptions de corruption)
- Marian Vanghelie, présenté comme une personne avec un faible niveau de grammaire, notamment du fait de son usage fréquent de l'expression care este ("qui est"), que le sujet soit singulier ou pluriel.